# Tap de Cadaqués
El tap de Cadaqués és un pastisset típic de Cadaqués en forma que és de tap que s'elabora des del segle xviii. És un pa de pessic que s'elabora amb sucre, ous i farina, sucat amb almívar. El seu nom deriva de la seva forma similar als taps d'ampolla de xampany. La forma prové del motlle cilíndric amb el qual es fornegen. Se sol prendre al berenar o bé flamejat amb rom a les postres.

## Atributs i propietats nutricionals
Producte amb un elevat valor energètic. Els hidrats de carboni són el component principal, tant simples com complexos. Té una gran quantitat de greixos i proteïnes.